# Égalité (mathématiques)
Pour les articles homonymes, voir Égalité.

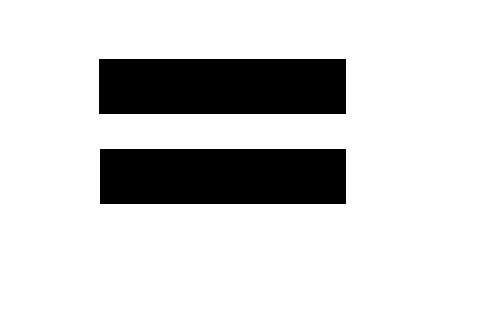
"Signe égal" exprimant l'égalité entre deux expressions.

En mathématiques, l’égalité est une relation binaire entre deux objets signifiant que ces objets ont les mêmes propriétés, c’est-à-dire que le remplacement de l’un par l’autre dans une expression ne change jamais la valeur de vérité de cette dernière.
Une égalité est une proposition pouvant s’écrire à l’aide du signe égal « = », séparant deux expressions mathématiques de même nature (nombres, vecteurs, fonctions, ensembles…) ; la négation de cette proposition s’écrit à l’aide du symbole « ≠ ». 

## Usages  de «=» autres que l'égalité
Le symbole « = »  peut apparaître dans un prédicat, une définition ou une équation :
- Dans le premier cas, les expressions égalées ne comprennent que des variables précédemment définies ou introduites par un quantificateur extérieur, comme dans l'identité remarquable :

pour tous {\displaystyle a} et {\displaystyle b} réels, on a {\displaystyle (a+b)^{2}=a^{2}+2ab+b^{2}}.
- Dans le cas d'une définition de notation, une ou plusieurs nouvelles variables apparaissent dans l'égalité (en général dans le membre de gauche) et pourront être utilisées par la suite dans le raisonnement, comme dans l'exemple suivant où les variables {\displaystyle a}, {\displaystyle b} et {\displaystyle c} sont supposées déjà définies :

on note {\displaystyle \Delta =b^{2}-4ac}.
On parle alors d'affectation, lorsque le membre de droite n'est pas réduit à une unique variable, ou bien de renommage dans le cas contraire.
Dans les deux cas, on rencontre parfois la notation {\displaystyle :=} comme suit : {\displaystyle m:=n+2}.
- Dans le cas d'une équation, une ou plusieurs variables appelées « inconnues » sont contraintes à ne prendre que certaines valeurs appelées « solutions ». Dans d'autres sciences, le terme « équation » peut cependant être utilisé pour affirmer une relation entre des grandeurs sans que ces grandeurs ne soient nécessairement considérées comme inconnues.

## Usage de «=» plus éloignés de l'égalité
Le symbole « = » est parfois utilisé en mathématiques pour d'autres usages que l'égalité :
- En analyse, la notation de Landau un = O(vn) (resp. o(vn)) signifie que la suite u est dominée par la suite v (resp. négligeable devant la suite v). Ce n'est pas à proprement parler une égalité puisque la notation O(vn) (resp. o(vn)) ne désigne pas une suite en particulier mais plutôt n'importe quelle suite dominée par v (resp. négligeable devant v) dans les développements asymptotiques. Le symbole d'appartenance « {\displaystyle \in } » serait ici plus approprié[1].
- Dans certains langages de programmation, la notation a = b signifie qu'on affecte à la variable a la valeur de b. Cette affectation est souvent dénotée plutôt par une flèche en algorithmique : a ← b. Si l'on note l'affectation avec « = » l'instruction a = a + 1 est valable (malgré son manque de sens mathématique) : la variable a prend la valeur représentée par a augmentée de 1. Afin de différencier les notations, on peut faire précéder le signe d'égalité de deux points, la notation devenant alors : « a := a + 1 ». Un test d'égalité est souvent écrit avec le symbole « == », mais le signe d'égalité « = » est parfois directement utilisé dans les langages qui ne l'utilisent pas pour l'affectation. Dans les langages fonctionnels, le signe égal est utilisé plus mathématiquement pour écrire les définitions de variables qui sont immuables et auxquelles on ne peut donc affecter de valeur par la suite.
- Le signe = est parfois utilisé pour associer un symbole à sa définition, « soit {\displaystyle x=3} » par exemple. On utilise aussi le symbole ≝ (en unicode) ou {\displaystyle {\stackrel {def}{=}}} (en LaTeX), (un signe = surmonté de def).

## Propriété de l'égalité
La relation d'égalité est la seule relation binaire à la fois réflexive, symétrique, antisymétrique, et transitive. C'est en effet la seule relation d'équivalence qui soit également une relation d'ordre.

## Loi de Leibniz
La logique des prédicats contient des axiomes standards pour les égalités qui formalisent les lois de Leibniz, énoncées par le philosophe Leibniz au XVIIe siècle. L'idée de Leibniz était que deux choses sont identiques si et seulement si (ssi) elles ont les mêmes propriétés. En formalisant
Pour tous x et y, (x = y) si et seulement si (pour tout prédicat P, P(x) ssi P(y))
Cependant, dans la logique de premier ordre, on ne peut pas quantifier les prédicats. Nous avons donc besoin d'un schéma d'axiomes :
Pour tous x et y, si x = y alors si P(x) alors P(y).
Cette série d'axiomes valable pour tout prédicat P à une variable, ne prend en compte qu'un seul sens de l'implication: si x = y alors x et y ont les mêmes propriétés.
Pour construire la réciproque, il suffit d'ajouter : pour tout x, x = x
Ainsi, si x et y ont les mêmes propriétés, pour le prédicat P défini par P(z) ssi x = z, nous avons P(x) ssi P(y). Or P(x) est réalisé, donc P(y) est vrai : x = y
Gottlob Frege, s’inspirant de Leibniz, considérait que deux objets sont égaux si et seulement si on peut les substituer l’un à l’autre partout.
La loi de Leibniz sert de définition de l’égalité en logique d'ordre supérieur, car dans cette logique on peut quantifier les prédicats.

## Quelques propriétés logiques élémentaires sur les égalités

### Substitution
- Pour toutes quantités a et b, et pour toute expression F(x), si a = b alors  F(a) = F(b)

Dans la logique du premier ordre, ceci correspond en réalité à un schéma d'axiome, car nous ne pouvons pas quantifier des expressions comme F (prédicat fonctionnel)
Quelques exemples:
- Pour tous réels a, b et c, si a = b, alors a + c = b + c (ici F(x) = x + c)
- Pour tous réels a, b et c, si a = b, alors a - c = b - c (ici F(x) = x - c)
- Pour tous réels a, b et c, si a = b, alors ac= bc (ici F(x) = xc)
- Pour tous réels a, b et c, si a = b et c non nul, alors a/c= b/c (ici F(x) = x/c)

Les deux premiers axiomes sont les notions communes 2 et 3 du premier livre des Éléments d'Euclide.

### Réflexivité
- Pour toute quantité a, a = a

### Symétrie
- Pour toutes quantités a et b, si a = b, alors b = a

### Transitivité
- Pour toutes quantités, x, y et z, si x = y et y = z, alors x = z

Remarque : la relation « est approximativement égal à » dans l'ensemble des réels, n'est pas transitive malgré les apparences, car une somme de petites erreurs finit par faire une grosse différence. La relation « est égal presque partout », elle, reste une relation transitive.
Bien que les propriétés de symétrie et de transitivité soient souvent considérées comme fondamentales (avec la réflexivité, elles caractérisent toutes les relations d'équivalence), elles ne sont ici que des conséquences des propriétés de réflexivité et de substitution.

### Antisymétrie
- Pour toutes quantités a et b, si a = b et b = a, alors a = b.

## Histoire de la notation
Le signe = a été introduit par Robert Recorde en 1557, dans Whetstone of Witte pour épargner à tous ceux qui effectuaient des calculs (lui, en particulier) d'avoir à écrire est égal en toutes lettres. Il semblerait que ce signe représentait la gémellité (deux lignes de même longueur), apparemment synonyme, pour lui, d'égalité. Mais de nombreux autres signes sont à cette époque proposés par divers auteurs et, inversement, le signe = est utilisé pour d'autres usages. Il ne s'impose comme signe de l'égalité qu'au cours du XVIIIe siècle.
Dans l'Égypte ancienne, ce signe existait déjà et symbolisait l'amitié, par opposition à deux lignes se croisant, symbole d'inimitié.[réf. nécessaire]